# 杨家湾乡
杨家湾乡，是中华人民共和国河北省承德市围场满族蒙古族自治县下辖的一个乡。

## 行政区划
杨家湾乡下辖以下地区：
杨家湾村、兴巨德村、二道湾村、海苏湾村、邵家店村、小洼村、务本堂村和常乐店村。